# ギジェルモ・バロス・スケロット
ギジェルモ・バロス・スケロット（Guillermo Barros Schelotto（スペイン語発音: [ɡiˈʎeɾmo ˈβaros eskeˈloto]; イタリア語: [skeˈlɔtto]）、1973年5月4日 - ）は、アルゼンチン・ブエノスアイレス州ラプラタ出身の元サッカー選手、サッカー指導者。ポジションはフォワード。双子のグスタボ・バロスケロットもサッカー選手である。現在はパラグアイ代表の監督を務めている。

## 経歴
地元のクラブ・デ・ヒムナシア・イ・エスグリマ・ラ・プラタでキャリアをスタートさせると、1997年にボカ・ジュニアーズへ移籍した。4度のリベルタドーレスカップ優勝、2度のトヨタカップ優勝など、2007年の在籍時までにボカの選手として最多の15タイトルを獲得、ボカでは通算300試合86ゴールを記録した。
2007年4月19日、コロンバス・クルーへ2年契約で移籍した。
2008年にはメジャーリーグベストイレブン、MLSカップMVP、またメジャーリーグのMVPに選出された。2011年に自身のキャリアスタートクラブであるヒムナシア・イ・エスグリマ・ラ・プラタへ復帰。
2012年7月、CAラヌースの監督に就任した。
2016年3月1日、ボカ・ジュニアーズの監督に就任した。
2019年1月2日、ロサンゼルス・ギャラクシーの監督に就任。しかし、2020年10月29日に解任された。
2021年10月20日、同胞のエドゥアルド・ベリッソの後任としてパラグアイ代表の監督に就任した。

## 監督成績
2022年3月29日現在
| クラブ                     | 就任           | 退任           | 記録 | 記録 | 記録 | 記録 | 記録   |
| クラブ                     | 就任           | 退任           | 試合 | 勝   | 分   | 負   | 勝率 % |
| -------------------------- | -------------- | -------------- | ---- | ---- | ---- | ---- | ------ |
| ラヌース                   | 2012年7月10日  | 2015年12月10日 | 167  | 75   | 51   | 41   | 55.09% |
| パレルモ                   | 2016年1月11日  | 2016年2月10日  | 4    | 1    | 2    | 1    | 41.67% |
| ボカ・ジュニアーズ         | 2016年3月1日   | 2018年12月31日 | 117  | 63   | 31   | 23   | 62.68% |
| ロサンゼルス・ギャラクシー | 2019年1月2日   | 2020年10月29日 | 62   | 23   | 8    | 31   | 41.4%  |
| パラグアイ                 | 2021年10月20日 |                | 6    | 1    | 1    | 4    | 22.23% |
| 合計                       | 合計           | 合計           | 356  | 163  | 93   | 100  | 54.5%  |

## 代表歴
- 1995年 - 1999年 アルゼンチン代表
  - 代表通算 - 10試合出場 0得点
  - 1999年 - コパ・アメリカ

## タイトル

### 選手時代
ヒムナシア・ラ・プラタ
- コパ・センテナリオ・デ・ラAFA（スペイン語版）：1回（1993）

ボカ・ジュニアーズ
- プリメーラ・ディビシオン：6回（1998アペルトゥーラ, 1999クラウスーラ, 2000アペルトゥーラ, 2003アペルトゥーラ, 2005アペルトゥーラ, 2006クラウスーラ）
- コパ・リベルタドーレス：4回（2000, 2001, 2003, 2007）
- インターコンチネンタルカップ：2回（2000, 2003）
- コパ・スダメリカーナ：2回（2004, 2005）
- レコパ・スダメリカーナ：2回（2005, 2006）

コロンバス・クルー
- MLSカップ：1回（2008）
- サポーターズ・シールド：2回（2008, 2009）

個人
- MLS月間最優秀選手：3回（2007年7月、2008年8月、2009年6月）
- MLSMVP：1回（2008）
- MLSベストイレブン：2回（2007、2008）
- MLSカップMVP：1回（2008）

### 監督時代
ラヌース
- コパ・スダメリカーナ : 2013

ボカ・ジュニアーズ
- プリメーラ・ディビシオン：2回（2016-17, 2017-18）